# Turnout
Turnout è un film del 2011 diretto da Lee Sales.
La sceneggiatura è stata scritta dallo stesso regista insieme agli attori Francis Pope e George Russo; nel cast sono presenti anche Ophelia Lovibond, Neil Maskell e Ben Drew. Il film è uscito nelle sale il 16 settembre 2011, anche se le riprese sono avvenute a Londra nell'autunno del 2010.

## Trama
A Hoxton, nella parte orientale di Londra, una giovane coppia, George e Sophie, cerca di mettere da parte denaro per la prima vacanza insieme. Il deposito viene pagato e i due hanno due settimane per saltare la restante parte, ammontante a 2.000 £.
Sophie affida a George i propri risparmi, e tiene molto a saldare il debito con l'agente di viaggi. Il problema, sconosciuto a Sophie, è che George è al verde, e in un vano tentativo di racimolare soldi, George utilizza i risparmi di Sophie per finanziare un losco traffico di droga, che si conclude in maniera disastrosa, lasciando la coppia in rovina.